# Reginald Wells-Pestell, Baron Wells-Pestell
Reginald Alfred Wells-Pestell, Baron Wells-Pestell CBE JP (Geburtsname: Reginald Alfred Pestell; * 27. Januar 1910; † 17. Januar 1991) war ein britischer Politiker der Labour Party, der 1965 als Life Peer aufgrund des Life Peerages Act 1958 Mitglied des House of Lords wurde.

## Leben
Pestell absolvierte nach dem Schulbesuch ein Studium der Soziologie und war danach als Bewährungshelfer sowie als Friedensrichter (Justice of the Peace) tätig. 1938 gehörte er zu den Mitgründern des National Marriage Guidance Council, eine Wohltätigkeitsorganisation die nach dem Anstieg der Scheidungsrate für die Beratung von Ehepaaren, Familien und junge Menschen sowie Sexualtherapien, Mediation und Trainingskurse gegründet wurde und seit 1988 den Namen Relate trägt. Während des Zweiten Weltkrieges leistete er seinen Militärdienst und wurde zuletzt zum Hauptmann befördert.
Neben seiner beruflichen Laufbahn engagierte er sich in der Labour Party, für die er zwischen 1950 und 1956 mehrmals ohne Erfolg für ein Abgeordnetenmandat im House of Commons kandidierte. Am 5. Januar 1961 änderte er durch eine Absichtserklärung (Deed Poll) seinen bisherigen Familiennamen Pestell in Wells-Pestell.
Durch ein Letters Patent vom 10. Mai 1965 wurde Wells-Pestell aufgrund des Life Peerages Act 1958 als Life Peer mit dem Titel Baron Wells-Pestell, of Combs in the County of Suffolk, in den Adelsstand erhoben und gehörte damit bis zu seinem Tod dem House of Lords als Mitglied an. Am 2. Juni 1965 erfolgte seine feierliche Einführung (Introduction) als Mitglied des Oberhauses.
Während dieser Zeit war Baron Wells-Pestell, der 1970 Mitglied der Ständigen Konferenz für soziale Hilfe des Rates der Church of England ernannt wurde, zwischen 1973 und 1979 Sprecher der Fraktion der Labour Party im Oberhaus für Gesundheit sowie soziale Sicherheit und war in dieser Funktion 1975 maßgeblich am Zustandekommen eines überarbeiteten Kindschaftsgesetzes(Children Act 1975) beteiligt. 
Am 14. März 1974 wurde er darüber hinaus von Königin Elisabeth II. zusammen mit John Jacques, Baron Jacques, Charles Garnsworthy, Baron Garnsworthy und Alma Birk, Baroness Birk zum Lord-in-Waiting des Königlichen Haushalts (HM Household) berufen.
Zuletzt wurde er am 4. Januar 1979 von Premierminister James Callaghan zum Unterstaatssekretär im Ministerium für Gesundheit und soziale Sicherheit (Department for Health and Social Security) ernannt und damit zu einem der engsten Mitarbeiter des damaligen Ministers für soziale Dienste (Secretary of State for Social Servives) David Ennals. Das Amt des Unterstaatssekretärs bekleidete er jedoch nur vier Monate bis zur Wahlniederlage der Labour Party bei den Unterhauswahlen am 3. Mai 1979.
Des Weiteren war er zeitweilig stellvertretender Sprecher des Oberhauses. Für seine Verdienste wurde er am 11. Juni 1988 zum Commander des Order of the British Empire ernannt.